# Andorra, entre el torb i la Gestapo
Andorra, entre el torb i la Gestapo és una minisèrie en català de 2 capítols emesa l'any 2000 per TV3. La sèrie es va poder crear gràcies a la coproducció entre Andorra Televisió, Televisió de Catalunya i del Govern d'Andorra, que van rebre també el suport de la Generalitat de Catalunya, i la producció executiva d'Ovideo TV. La direcció és d'en Lluís Maria Güell i el guionista és Joaquim Jordà.
La sèrie està basada en un llibre autobiogràfic de Francesc Viadiu i Vendrell que porta per títol Entre el torb i la Gestapo.

## Història
El rodatge va començar el 1999, i hi van participar 150 actors andorrans, entre secundaris i extres. La sèrie es va presentar el juny del 2000 en un acte públic a Ordino. L'acte va comptar amb la presència del cap de govern d'Andorra Marc Forné, del conseller de cultura de la Generalitat de Catalunya, Jordi Vilajoana i el director de Televisió de Catalunya, Lluís Oliva, entre d'altres autoritats. Es va emetre per primera vegada el 7 i 8 de juny de 2000 a televisió d'Andorra. A Catalunya, es va estrenar el 16 de juny del mateix any. En declaracions a mitjans, el director del projecte va destacar la necessitat d'explicar una història propera, que amb el conflicte de Kosovo tornava a estar d'actualitat.

## Argument
Basada en fets reals, explica la col·laboració entre membres de les resistències catalana i occitana de la Segona Guerra Mundial, que van organitzar una xarxa d'evasió a través de senders muntanyencs d'Andorra per tal de garantir la supervivència d'un grup d'accidentats de les Forces Aèries del Regne Unit, perseguits per la Gestapo, i posseïdors d'informació crucial destinada al Servei d'Intel·ligència Britànic.
El torb és el nom donat al Pirineu per designar al fenomen meteorològic pel qual una ventada aixeca la neu del terreny, fenomen al qual es veien sovint sotmesos els passadors pels camins muntanyencs.

## Tema
Diversos historiadors han fet recerca sobre les cadenes d’evasió a través d'Andorra organitzades per la Resistència durant la Guerra Civil Espanyola, i també sobre l'impacte econòmic vinculat. El 1977 el periodista Eliseo Bayo va publicar un reportatge sobre assassinats a les muntanyes d'andorra en el marc d'aquestes activitats. Posteriorment s'han publicat diversos llibres, com “Guies, fugitius i espies. Camins de pas per Andorra durant la Segona Guerra Mundial”, de Claude Benet; “El Andorrano”, de Joaquín Abad, “El marqués y la esvástica”, de Rosa Sala i Plàcid Garcia-Planas, “Los senderos de la libertad” d'Eduard Pons Prades, “Las montañas de la libertad” de Josep Calvet, “Les cols de l’espoir” de Francis Aguila, “Jo, un nen de la guerra”, de Jose Bazán o “La guerra secreta del Pirineu”, de Daniel Arasa, entre d'altres.

## Repartiment
- Antonio Valero: Francesc Viel
- Mònica López: Eloïse
- Carles Sales: Alfred
- Àlex Brendemühl: Nico
- Mireia Ros: Bobbie
- Marta Calvó: Victòria
- Adrià Collado: Jack
- Fermí Reixach: Dr. Coco